# Vlag van Gibraltar
De vlag van Gibraltar is een banier van het Gibraltarese wapen dat reeds op 10 juli 1502 door koningin Isabella I van Castilië werd verleend. Dit wapen bleef sindsdien in gebruik, ook al ging Gibraltar in 1704 (formeel in 1713) over van Spaanse in Britse handen.
Volgens de officiële beschrijving bestaat de vlag uit een wit veld (twee derde van de hoogte van de vlag) met daaronder een brede horizontale rode band. In het witte veld staat net boven de rode band een rood kasteel, waaraan een gouden sleutel hangt. De sleutel hangt in de rode band. Het kasteel symboliseert het fort van Gibraltar; de sleutel staat voor het belang ervan. Pas op 8 november 1982 werden de specificaties van de vlag verder vastgelegd, waar onder meer formeel het gebruik van een kasteel met drie torens werd gereguleerd.
Gibraltar is het enige Britse overzeese territorium waarvan de vlag geen Brits vaandel is. Wel is de Dienstvlag ter zee een blauw Brits vaandel met aan de rechterkant het wapen van het territorium.
De gouverneur van Gibraltar gebruikt de Britse vlag met in het midden het wapen van het territorium.

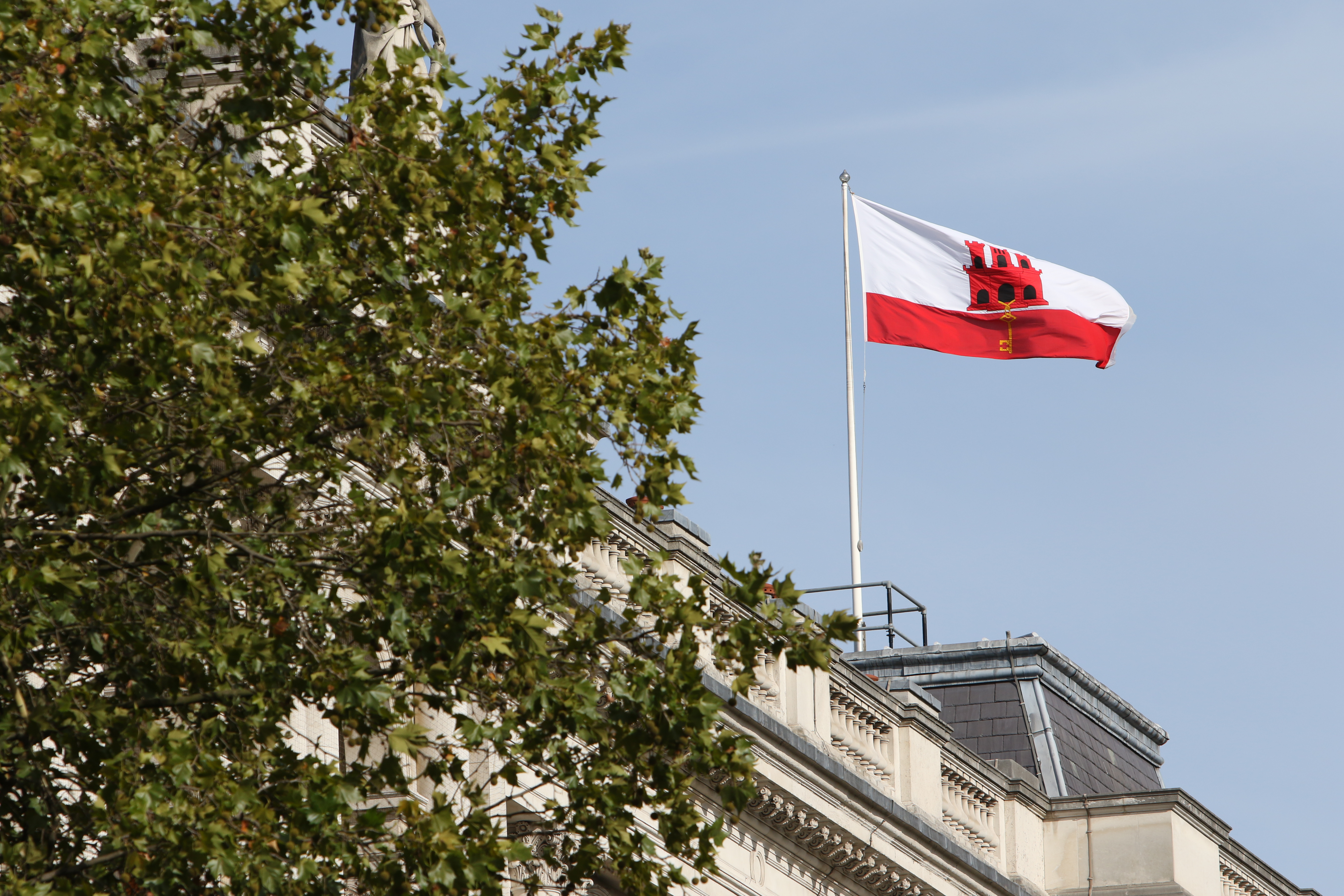
Vlag van Gibraltar